# 自然イリジウム
自然イリジウム（しぜんイリジウム、Native Iridium, Iridium）はイリジウムを主成分とする元素鉱物の一種。砂鉱の中によく見いだされ、砂金や他の白金族元素鉱物を伴うことも多い。

## 概要
化学組成はIr、硬度は6～7、比重は19～21、色は錫白色で、青みを帯びる。劈開は完全。
万年筆のペン先に使われる。
イリジウムとオスミウムが1対1の割合で混ざったものはイリドスミン（Iridosmine)という。ルテニウム、オスミウムを含むものは「ルテノスミリジウム」（Ruthenosmiridium）と呼ぶ。イリジウム、オスミウムを含む白金族元素はこれらのような状態で産出することが多く、端成分としてはほとんど産出しない。